# Deutsche Gesellschaft für Wissenschaftliche Weiterbildung und Fernstudium
Die Deutsche Gesellschaft für wissenschaftliche Weiterbildung und Fernstudium e.V. (DGWF) ist ein Verband mit über 325 institutionellen und persönlichen Mitgliedern aus Hochschulen und Weiterbildungseinrichtungen. Neben den Mitgliedern aus Deutschland engagieren sich rund 15 Mitglieder aus anderen europäischen Ländern, insbesondere aus Österreich und der Schweiz.
Der satzungsgemäße Zweck der als gemeinnützig anerkannten DGWF sind die Förderung, Koordinierung und Repräsentation der von den Hochschulen – Universitäten, Fachhochschulen und Hochschulverbünden – getragenen Weiterbildung und des Fernstudiums. Dazu gehört auch die Förderung von Forschung und Lehre auf diesen Gebieten.
In jüngster Zeit stehen zudem die Rolle der neuen Medien in der Hochschulweiterbildung und im Fernstudium sowie das lebenslange Lernen im Fokus der Arbeit der DGWF. Die DGWF ist Mitglied im European University Continuing Education Network (EUCEN).
Die DGWF umfasst neben acht regional vernetzenden Landesgruppen auch vier Arbeitsgemeinschaften, in denen sich die Mitglieder in Abhängigkeit von ihren Interessenschwerpunkten engagieren:
- Arbeitsgemeinschaft der Einrichtungen für Weiterbildung an Hochschulen (AG-E)
- Arbeitsgemeinschaft für das Fernstudium an Hochschulen (AG-F)
- Bundesarbeitsgemeinschaft Wissenschaftliche Weiterbildung für Ältere (BAG WiWA)
- Arbeitsgemeinschaft Forschung (AG Forschung)

Vorsitzende ist derzeit Annika Maschwitz, Hochschule Bremen.

## Historie
Am 6. Januar 1968 fand die konstituierende Sitzung des „Arbeitskreises Universitäre Erwachsenenbildung“ statt, am 20. Juli 1971 erfolgte die Eintragung des AUE als gemeinnütziger Verein in das Vereinsregister bei dem Amtsgericht Hannover. Als Vorsitzender des AUE wurde Werner Schneider gewählt.
2003 wurde von der Mitgliederversammlung die Umbenennung des AUE in DGWF beschlossen, um den Entwicklungen im Bereich der hochschulischen Weiterbildung Rechnung zu tragen.